# Joseph Fontanet (pêcheur)
Joseph Fontanet est un pêcheur français, licencié à la Fédération française de pêche sportive au coup.

## Palmarès
- Champion du monde de pêche sportive au coup en eau douce individuel, en 1964 (à Isola Pescorali);
- Champion du monde de pêche sportive au coup en eau douce par équipes, en 1963 (à Wormeldange) et 1964 (à Isola Pescorali);
- Vice-champion du monde de pêche sportive au coup en eau douce par équipes, en 1962 (au Lac de Garde);
- Vice-champion de France de pêche sportive au coup en eau douce,  en 1961 (à Bray-sur-Seine);
- 3e du Grand National en 1962 (à Nemours).